# Fabrizio Ferrari
Fabrizio Ferrari (Arezzo, 9 marzo 1972) è un giornalista italiano.

## Biografia
Laureato in Lettere moderne, si occupa prevalentemente di sport, ma scrive anche articoli sulle pagine di cultura, spettacoli e musica 
 dei maggiori quotidiani italiani, e dal 2018 anche del tabloid inglese Daily Mail.
Come libero professionista pubblica articoli su testate nazionali (es. Il Giornale dal 1997 al 1999, Libero, Tuttosport, Corriere dello Sport - Stadio, La Stampa, Il Mattino Avvenire, Il Gazzettino, Il Secolo XIX, Giornale di Sicilia, Corriere della Sera,
Gazzetta dello Sport e dal 1999 al 2002 per i tre giornali del gruppo QN Quotidiano Nazionale: La Nazione, Il Giorno e Resto del Carlino), internazionali (Corriere del Ticino) e su periodici (SportWeek inserto della Gazzetta dello Sport, Sette magazine del Corriere della Sera, Guerin Sportivo, Hurrà Juventus, Il Calcio Illustrato, Matchball e Nuovo Tennis).
Ha seguito da inviato, eventi sportivi internazionali come i tornei di tennis di Wimbledon, gli Australian Open di Melbourne, i Sony Ericsson Open di Key Biscayne, il Monte-Carlo Rolex Masters, il Campionato mondiale di calcio 1998 in Francia (il più giovane giornalista al seguito della nazionale italiana di quell'edizione) e l'America's Cup di vela in Nuova Zelanda nel 2000 e le Olimpiadi di Atlanta del 1996 (dall'Italia).
Nella stagione calcistica 1997/1998 co-conduce con Marina Sbardella Anteprima Goleada, spin-off del programma Goleada (già Galagoal) su TMC (oggi LA7). Nel corso del campionato 1998/1999 fa parte della redazione di Goleada realizzando i suoi primi servizi filmati. Nel 2000 intervista per Avvenire il futuro presidente della FIFA, Gianni Infantino.
Tra il 2002 e il 2003 è il primo a raccontare le vicende del promettente tecnico della Sansovino che per colpa di leggi burocratiche non riesce ad allenare nel calcio professionistico: Maurizio Sarri.
Dal 2003 è direttore responsabile del sito web Allenatore.net e dal 2017 del trimestrale Tactical-Lab.
Dal 2007 al 2013 ha contribuito alla realizzazione di trasmissioni Rai come Dribbling, 90º minuto serie B, 90º minuto Champions e Mattina Sport.
Nella stagione calcistica 2014-2015 è intervenuto per alcuni mesi alla trasmissione Quelli che il calcio su Rai 2
 condotta da Nicola Savino affiancando Ubaldo Pantani con curiosità statistiche riguardanti il campionato di serie A.
In occasione del Festival di Sanremo 2015 è stato ospite di ‘'Sanremo in Festival'’, trasmissione condotta da Veronica Maya su Agon Channel durante i giorni della manifestazione canora.
Nel 2016 interviene spesso come ospite alla trasmissione L'Istruttoria-Il processo del lunedì condotta da Enrico Varriale.
Dal 2014 al 2018 ospite ogni lunedì sera della trasmissione 'Platinum Calcio' condotta su Italia 7 Toscana da Giorgio Micheletti.
Nel 2018 partecipa alla nota trasmissione inglese "The Keys & Gray Show" condotta da Richard Keys e Andy Gray su beIN Sports.
Dal 2019 è spesso ospite come opinionista della trasmissione Sportitalia Mercato condotta da Michele Criscitiello su Sportitalia.
Nell'aprile 2020, durante il lockdown, è intervenuto come opinionista della trasmissione "Storie Italiane" condotta da Eleonora Daniele su Rai 1.
Nelle due stagioni tra il settembre 2020 e il maggio 2022 è stato opinionista in studio, come esperto statistico, di Tiki Taka - La repubblica del pallone trasmissione condotta da Piero Chiambretti con Giuseppe Cruciani, Francesco Graziani, Pasquale Bruno, Massimo Mauro, Ivan Zazzaroni, Raffaele Auriemma, Elenoire Casalegno e nella prima stagione di Giampiero Mughini, Pascal Vicedomini, Gianfranco Butinar, Franco Ordine e Paolo Liguori.
Nel 2024 ospite del comedy show Donne sull'orlo di una crisi di nervi, condotto da Piero Chiambretti in prima serata su RAI 3, con Edoardo Camurri, Costantino Della Gherardesca, Fabrizio Moretti, Francesca Barra e Grazia Sambruna come editorialisti.

## Libri
- 1997 - Almanacco del Pallone Aretino[29] (Ed.Fruska, prefazione di Bruno Pizzul)
- 1998 - Almanacco del Pallone Aretino (Ed.Fruska, prefazione di Giacomo Bulgarelli)
- 1999 - Almanacco del Pallone Aretino (Ed.Fruska, prefazione di Marcello Lippi)
- 2000 - Almanacco del Pallone Aretino (Ed.Fruska, prefazione di Marco Mazzocchi)

## Televisione
- Aspettando Goleada spin-off di Goleada (TMC, 1997/1998) con Marina Sbardella
- Dribbling (Rai 2, 2007/2012)
- 90º minuto Champions (Rai 2, 2007/2010)
- Super 8 (Rai Sport 1, 2013)
- Quelli che il calcio (Rai 2, 2014-2015), con Nicola Savino
- Sanremo in Festival (Agon Channel, 2015), con Veronica Maya
- L'Istruttoria - Il processo del lunedì (Rai, 2016) con Enrico Varriale
- The Keys & Gray Show (beIN Sports, 2018), con Richard Keys e Andy Gray
- Storie italiane (Rai 1, 2020), con Eleonora Daniele
- Sportitalia Mercato (Sportitalia, 2019-2025)
- Tiki Taka - La repubblica del pallone, (Italia 1, 2020-2022), con Piero Chiambretti
- Donne sull'orlo di una crisi di nervi, (Rai 3, 2024) con Piero Chiambretti